# Manota fera
Manota fera är en tvåvingeart som beskrevs av Heikki Hippa 2006. Manota fera ingår i släktet Manota och familjen svampmyggor. Inga underarter finns listade i Catalogue of Life.